# Рошиори (Сучава)
Рошиори (рум. Roșiori) насеље је у Румунији у округу Сучава у општини Форашти. Oпштина се налази на надморској висини од 317 m.

## Становништво
Према подацима из 2002. године у насељу је живело 366 становника, од којих су сви румунске националности.